# Deering (Dakota du Nord)
Pour les articles homonymes, voir Deering.
La ville américaine de Deering est située dans le comté de McHenry, dans l’État du Dakota du Nord. Lors du recensement de 2010, sa population s’élevait à 98 habitants.

## Histoire
Deering a été fondée en 1903.

## Démographie
| 1910 | 1920 | 1930 | 1940 | 1950 | 1960 |
| ---- | ---- | ---- | ---- | ---- | ---- |
| 150  | 142  | 192  | 140  | 136  | 117  |

| 1970 | 1980 | 1990 | 2000 | 2010 | - |
| ---- | ---- | ---- | ---- | ---- | - |
| 75   | 85   | 99   | 118  | 98   | - |

## Source
- (en) Cet article est partiellement ou en totalité issu de l’article de Wikipédia en anglais intitulé « Deering, North Dakota » (voir la liste des auteurs).